# Nereo Champagne
Nereo Champagne (Salto, Buenos Aires, Argentina; 20 de enero de 1985) es un futbolista argentino que juega como arquero. Actualmente se encuentra sin equipo.

## Trayectoria
Comenzó su carrera futbolística en el Club Sports Salto, haciendo las divisiones inferiores ahí, hasta que en el año 2001 pasó a las divisiones menores de San Lorenzo. En 2005, Francisco Ferraro lo selecciona para participar del Mundial Sub-20 de 2007, siendo el arquero suplente de Oscar Ustari, del cual se coronó campeón.
Luego de varios torneos siendo el primer arquero suplente del equipo de Boedo, debutó en la primera división el 9 de diciembre de 2007 en un partido ante Gimnasia y Esgrima de Jujuy dejando un resultado de 4-1 a favor de su equipo. También tuvo una destacable actuación en el Torneo de Invierno de 2008, cuando en un partido que se definió por penales contra River Plate, atajó un penal decisivo al jugador Andrés Ríos.
En junio de 2010, fue dado a préstamo a Ferro Carril Oeste de la segunda división argentina. Allí jugó un total de 34 partidos en la temporada, con destacadas actuaciones.
Al comienzo de la temporada 2011-2012 vuelve a su club de origen, y tras un campeonato siendo suplente se hace con la titularidad, gracias a la conjunción de una lesión de Pablo Migliore y buenas actuaciones en su reemplazo. Además, su perfil bajo -en comparación al del exarquero de Boca y Racing- lo sitúa por encima en las preferencias del director técnico, Leonardo Madelón.
En 2012, se convierte en refuerzo de Olimpo de Bahía Blanca, donde disputó 158 partidos con la camiseta del Aurinegro. Allí estuvo hasta el 2016 y disputó 6 temporadas (incluyendo la temporada 2016-17 donde jugó 14 partidos). Además, en 2013 ascendió a la
Primera División de Argentina. Debido a su gran rendimiento y personalidad, se ganó el cariño de la hinchada y se convirtió en referente e ídolo de dicho club.
En 2017 es cedido hasta final de temporada al Club Deportivo Leganés, renovando otra temporada más a préstamo en el club madrileño.
En 2018 ficha por el Real Oviedo, club al que pertenece hasta 2020.
El 13 de enero de 2021, en el mercado invernal después de quedar libre en verano, firma por el Real Murcia CF de la Segunda División B de España hasta final de temporada.
El 6 de julio de 2021, firma por el Club de Fútbol Rayo Majadahonda de la Primera División RFEF.
En 2023 firma con el Club Atlético Alvarado de la Primera B Nacional, sin embargo, al hacerse al pruebas físicas, se le detectó un problema cardíaco. Imposibilitando su debut 
El 5 de junio del mismo año, contando con el alta médica, firma contrato con Olimpo, regresando al club del que es ídolo luego de 7 años fuera del club.

## Clubes
| Club                            | País      | Año       |
| ------------------------------- | --------- | --------- |
| San Lorenzo                     | Argentina | 2007-2010 |
| Ferro (Cedido)                  | Argentina | 2010-2011 |
| San Lorenzo                     | Argentina | 2011-2012 |
| Olimpo                          | Argentina | 2012-2016 |
| CD Leganés                      | España    | 2017-2018 |
| Real Oviedo                     | España    | 2018-2020 |
| Real Murcia CF                  | España    | 2021      |
| Club de Fútbol Rayo Majadahonda | España    | 2021-2022 |
| Club Atlético Alvarado          | Argentina | 2023      |
| Olimpo                          | Argentina | 2023      |
| Almagro                         | Argentina | 2024      |
| Sarmiento                       | Argentina | 2024-act. |

## Títulos

### Campeonatos nacionales
| Título           | Club                   | País      | Año    |
| ---------------- | ---------------------- | --------- | ------ |
| Primera División | San Lorenzo de Almagro | Argentina | C-2007 |

### Campeonatos internacionales
| Título                        | Club             | País         | Año  |
| ----------------------------- | ---------------- | ------------ | ---- |
| Copa Mundial de Fútbol Sub-20 | Selección Sub-20 | Países Bajos | 2005 |